# Uthammargranit

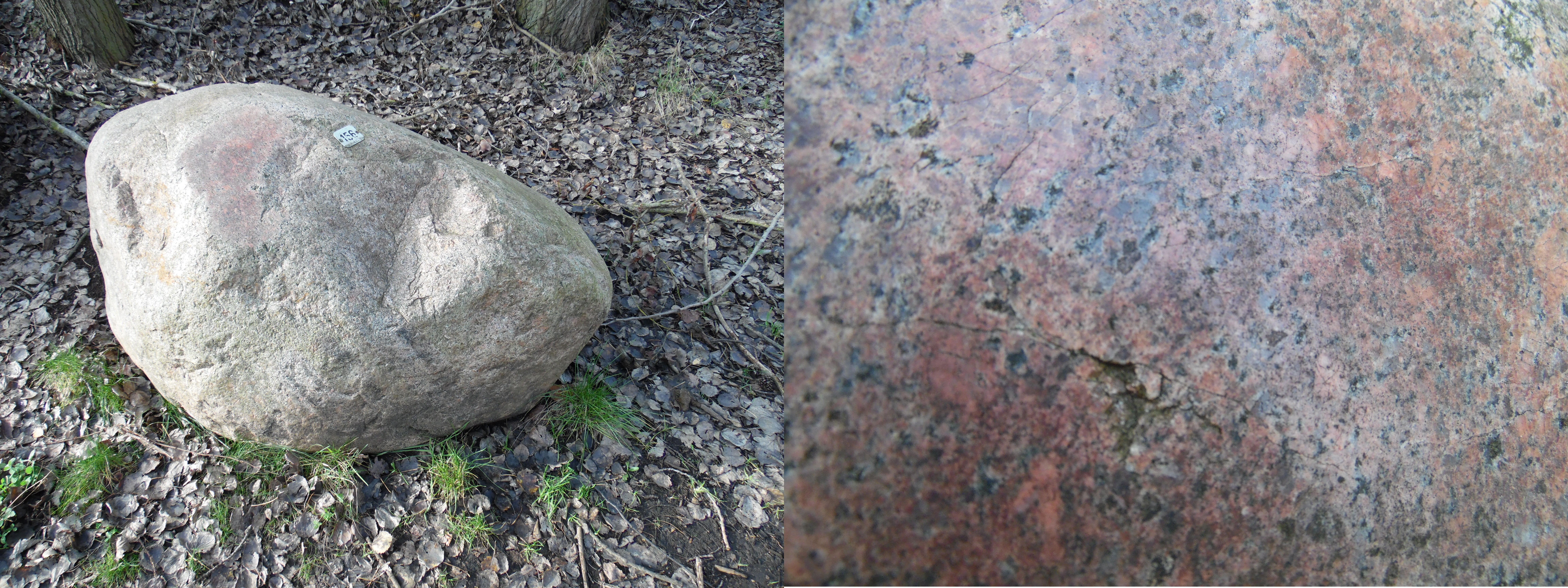
Uthammargranit

Uthammargranit är en rapakivi, som förekommer i Uthammar nära Figeholm i Småland, men också på Æbelø i Danmark.
Uthammargranit ingår i en intrusion på ungefär 20 kvadratkilometer tvärs över Figeholmsviken i den äldre, 1.800 miljoner år gamla, smålandsgraniten, vilken i sin tur är 1.450 miljoner år gammal.
Samma granit, kallad virbogranit, finns också i markytan i närheten av Virbo säteri.
Uthammargranit liknar Götemargranit och är av samma ålder och samma kemiska sammansättning, men har en annan textur. Virbograniten är den äldre av dessa två.
Uthammargranit såldes 1924 under varunamnet Bon Accord Red i Storbritannien.